# 神农架高腹菌
神农架高腹菌（学名：Gautieria shennongjiaensis）是属于钉菇目钉菇科高腹菌属的一种担子菌。该种分布于中国。